# Théâtre de Paris
Das Théâtre de Paris ist ein im Jahr 1891 unter der Bezeichnung Nouveau Théâtre am Standort einer früheren Rollschuhbahn in der rue Blanche (Nummer 15) im 9. Arrondissement von Paris errichtetes Theater, das 1906 nach seiner neuen Besitzerin in Théâtre Réjane umbenannt wurde, bevor es am 12. August 1919 vom Produzenten Léon Volterra seinen heutigen Namen erhielt. Das Theater gehört zum Eigentum des Geschäftsmannes und Multimillionärs Alain Duménil.
Neben seinem großen Zuschauersaal mit über 1.100 Plätzen beherbergt das Theatergebäude seit 1958 einen zweiten, in den ehemaligen Räumen der Kostümschneiderei als théâtre d'art et d'essai gegründeten, zunächst Théâtre moderne benannten Saal mit 300 Plätzen, der heute als Petit Théâtre de Paris bekannt ist.

## Geschichte
Das Theater wurde 1891 eröffnet. Zu jener Zeit machte das Theater Furore mit Stücken von Henrik Ibsen und August Strindberg. Im Théâtre Nouveau fanden aber auch Opernaufführungen statt, beispielsweise 1906 die Uraufführung von Le Clown mit einem Libretto von Victor Capoul und der Musik von Isaac de Camondo. Ein Triumph wurde 1929 die Uraufführung von Marcel Pagnols Marius mit Raimu, Pierre Fresnay und Orane Demazis, dem die Fortsetzungen Fanny (1931) und César (1936) folgten – eine Theater-Trilogie die unsterblich durch die gleichnamige Verfilmung und später durch ein Remake mit Maurice Chevalier, Leslie Caron und Horst Buchholz wurde. Auch Jacques Deval wurde hier mit Towarisch zum Star-Autor und seine Heldin Elvire Popesco zum Star des Hauses.
Stars wie Ingrid Bergman (Thé et Sympathie) spielten in den 1950er Jahren an diesem Theater, in den 1960er Jahren holte Sacha Pitoëff die junge Romy Schneider für La mouette ans Théâtre moderne. Romy Schneider spielte hier mit Alain Delon unter der Regie von Luchino Visconti in Schade, dass sie eine Hure ist. Die 19-jährige Claude Jade wurde 1967 für ihre Frida in Sacha Pitoëffs Heinrich IV gefeiert und von François Truffaut für Geraubte Küsse entdeckt. In den 1970er Jahren übernahm Robert Hossein die Leitung des Theaters. Nach Ingrid Bergman, Alain Delon, Romy Schneider und Claude Jade spielten seit den 1980er Jahren weitere Filmstars wie Jean-Paul Belmondo (Feydeaus Le Tailleur pour dames), Bernard Giraudeau (Beckett ou l'honneur de Dieu) und Gérard Depardieu (1999 in Les portes du ciel). Für Variations énigmantiques kehrte Alain Delon 1998 an das Petit Théâtre de Paris zurück.

## Direktoren
Nouveau Théâtre:
- 1891–1906: Aurélien-Marie Lugné-Poe (1869–1940)

Théâtre Réjane:
- 1906–1918: Réjane (1856–1920)

Théâtre de Paris (und ab 1958 Théâtre moderne bzw. Petit Théâtre de Paris)
- 1918–1948: Léon Volterra
- 1948–1955: Marcel Karsenty und Pierre Dux (1908–1990)
- 1955–1965: Elvire Popesco (1894–1993) und Hubert de Mallet
- 1965–1975: Alain de Leseleuc
- 1975–1990: Robert Hossein (1927–2020)
- seit 2002: Stéphane Hillel (* 1955)